# Talsperre Erletor
Die Talsperre Erletor ist eine Talsperre bei Hirschbach, einem Ortsteil der Stadt Schleusingen in der Nähe von Suhl im südlichen Thüringen. Aufgestaut wird die Finstere Erle zur Trinkwasserversorgung. Die Talsperre wurde 1968 in Betrieb genommen.

## Staumauer

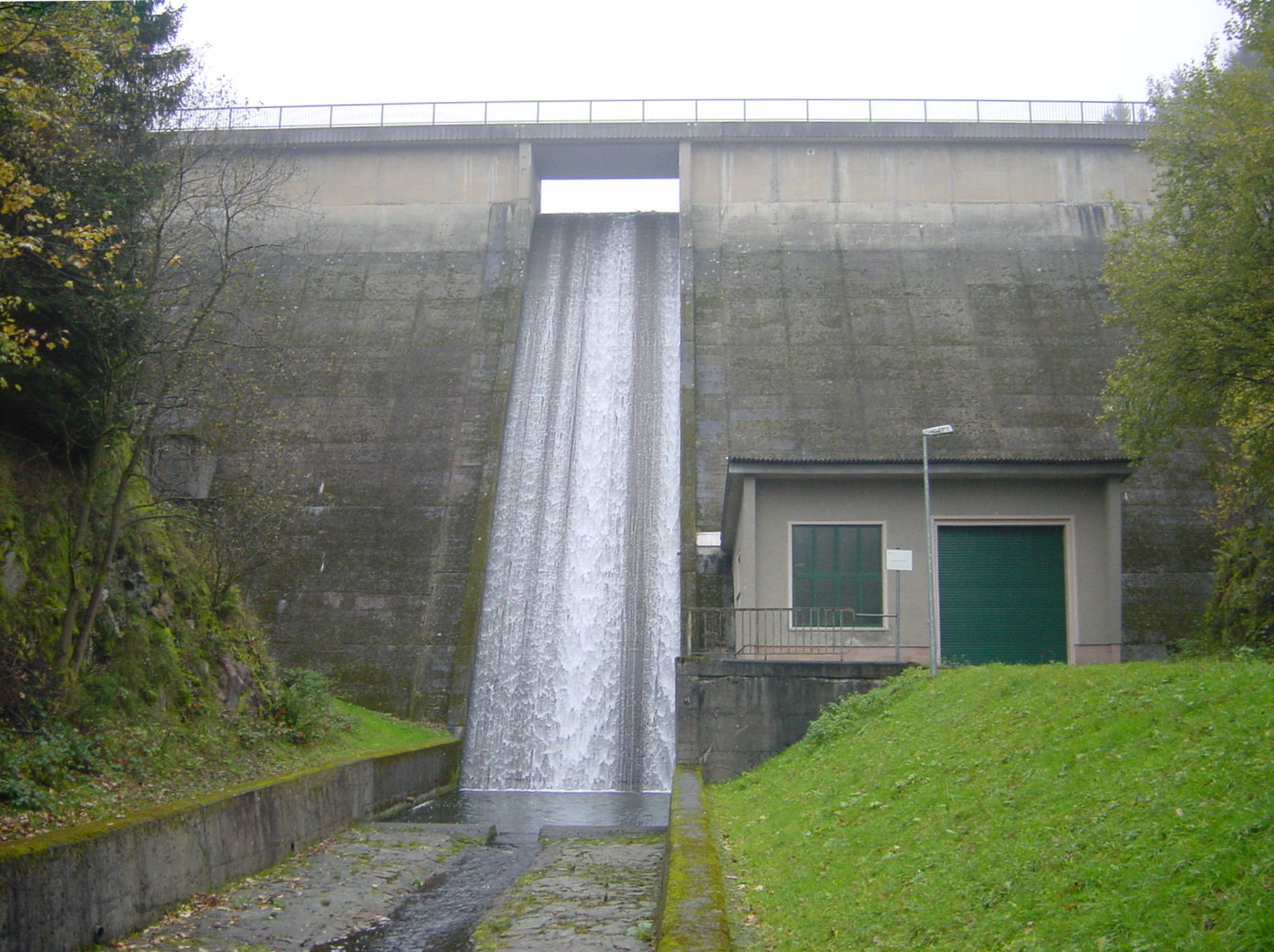
Die Staumauer

Die Staumauer ist eine Gewichtsstaumauer aus Beton. Sie besteht aus zehn Meter breiten Feldern, die mit Kupferblech und Fugenbändern abgedichtet sind. Die Mauer ist auf Quarzporphyr-Fels gegründet. Der Untergrund wurde mit einem Dichtungsschleier vergütet.
Die Staumauer ist im Wesentlichen gerade, aber am rechten Hang abgewinkelt und hat dort eine deutlich geringere Höhe.

## Freizeit
Am Stausee kann geangelt werden.